# Tigveni (gmina Rătești)
Tigveni – wieś w Rumunii, w okręgu Ardżesz, w gminie Rătești. W 2011 roku liczyła 370 mieszkańców.